# Nataša Bokal
Nataša Bokal, slovenska alpska smučarka, 9. maj 1967, Kranj.
Doma je iz Škofje Loke. Osnovno šolo in smučarski oddelek gimnazije je obiskovala v Škofji Loki, nato se je leta 1985 vpisala na Fakulteto za šport v Ljubljani in leta 1990 absolvirala. Smučanje je začela trenirati ob vstopu v osnovno šolo, članica jugoslovanske smučarske reprezentance pa je postala pri 13 letih. Njena specialnost je bila slalom. Na svetovnem prvenstvu leta 1991 je v Saalbach-Hinterglemmu za takratno Jugoslavijo v tej disciplini osvojila srebrno kolajno, ko je zaostala le za švicarko Vreni Schneider. Nekaj tednov pred tem je v Kranjski Gori zmagala v tekmi za svetovni pokal. Na tekmah za svetovni pokal je s prekinitvami nastopala dve desetletji, in sicer od leta 1983 do leta 2003. Na zmagovalne stopničke se je uvrstila trikrat (poleg prvega mesta v slalomu in drugega mesta v veleslalomu v Kranjski Gori leta 1991 je bila decembra 1999 druga še v slalomu v Lienzu v Avstriji). Petindvajsetkrat se je uvrstila med prvih deset na tekmah za svetovni pokal.
Svojo smučarsko kariero, ki so jo zaznamovale številne poškodbe kolena, je sklenila pomladi leta 2003. Nato je postala trenerka mladih smučarjev.

## Zasebno
V začetku leta 2025 je z občili delila, da se je zbolela za rakom rodil. Povedala je, da se je prvič za rakom soočila pred šestimi leti, zato je takrat prestala operacijo in kemoterapijo, bolezen pa se je nato vrnila.